# 発見 (国際法)
国際法における発見 (はっけん) は、かつて領域権原のひとつとして認められるか争われた概念である。今日では無主地の発見は「未成熟の権原」にとどまるものであり、その後妥当な期間内に現実の占有行為がない場合には完全な領域権原の取得原因とは認められない。

## 沿革
16世紀半ばごろまでには発見を完全な領域権原の取得原因として認める立場があった。こうした立場の中にも、単に無主地を発見すればその後に占有意思を示す行為がなくても領域権原を取得できるとする立場と、それだけでは不十分で国旗掲揚や標柱の設置などのような占有の意思を示す象徴的行為まで必要とする立場があった。こうした立場に従えば、発見のみによって有効に領域権原を取得できることとなる。
ところが19世紀以降になると、世界的に無主地がほとんどなくなり、発見だけではなく実効的占有を領域権原取得の要件とするようになっていき、発見だけを理由にその地域に排他的な影響力を及ぼすことは許されなくなっていった。19世紀後半から20世紀前半ごろになると、領域権原の取得原因は先占、添付、割譲、時効、征服の5つに限られるとする考え方が一般的になっていく。今日では無主地を発見したのみでその後の現実の占有行為がない場合には領域権原の取得原因とは認められず、後述する「未成熟な権原」にとどまるものとされている。

## 未成熟の権原
今日において発見は確定的な領域権原を設定するものではなく、「未成熟の権原」となるに過ぎないとされている。領域権原の取得原因である先占として認められるためには発見のみでは不十分であり、その土地の使用や定住を伴う物理的支配権の行使や確立が必要とされている。そのような立場を示したものとして、16世紀初めに島を発見したスペインの領有権を条約により継承したとするアメリカと、原住民との協定や18世紀以降の主権行使の事実を主張したオランダの間で島の領有権が争われた1928年のパルマス島事件常設仲裁裁判所判決があげられる。同判決において裁判所は、決定的期日の時点で発見に基づくスペインの主権が存続していたかを検討し、もし16世紀に発見のみによってスペインの権原が認められたとしても、その後のスペインの権利の継続的な存在は決定的期日の時点で有効な法によって判断されなければならないとして、単なる発見の事実は無主地の先占による領域権原の取得を認めるには不十分だと判断した。発見による「未成熟の権原」は、他国による継続的かつ平和的な主権の行使に優越しないと判断されたのである。